# Ethel Catherwood
Ethel Hannah Catherwood (født 28. april 1908, død 26. september 1987) var en canadisk atletikudøver, der var kendt for sin guldmedalje i højdespring ved OL 1928 i Amsterdam. 
Catherwood blev født i Hannah i North Dakota, USA, men voksede op i Saskatoon, Saskatchewan i Canada. I skoletiden viste hun et stort talent for sport og dyrkede ud over atletik også baseball og basketball. Som blot 18-årig tangerede hun den canadiske rekord i højdespring, og senere i 1926 satte hun verdensrekord i disciplinen med 1,585 m, en rekord hun uofficielt forbedrede i 1928 til 1,60 m.
Da kvinder fik adgang til de olympiske lege i 1928, blev hun udtaget til det canadiske atletikhold som en af de såkaldt "Matchless Six" (seks kvindelige atleter, der satte et markant præg på legene), og hun var en af favoritterne i højdespring, sammen med hollandske Lien Gisolf, der kort inden OL uofficielt havde sprunget 1,605 m; hendes bedste officielle resultat var 1,58. I kvalifikationsrunden kom 19 deltagere over 1,40 m og var dermed i finalen. Catherwood, Gisolf og amerikanske Mildred Wiley kom som de eneste over 1,51 m, og medaljerne skulle dermed fordeles mellem dem. På 1,54 m kom Catherwood over i første forsøg, mens de to øvrige måtte bruge to forsøg. Dette gentog sig på 1,56 m, men på 1,58 m (den officielle verdensrekordhøjde) var Catherwood den eneste, der kom over. Hun forsøgte sig også på 1,59 m, og da hun kom over i tredje forsøg, blev hun olympisk mester og satte ny verdensrekord, mens Gisolf fik sølv og Wiley bronze.
Catherwood var også en god spydkaster og var tilmeldt i denne disciplin ved OL. Hun mødte dog ikke op til konkurrencen. Under legene var der en del fokus på hendes udseende, og en korrespondent fra New York Times omtalte hende som "the prettiest girl athlete" ("den smukkeste kvindelige atletikudøver"), mens hun også fik tilnavnet "The Saskatoon Lily".
De følgende år konkurrerede hun fortsat på nationalt plan og blev således canadisk mester i højdespring og spydkast i 1930. Hun gentog bedriften i spydkast året efter, men blev blot nummer tre i højdespring. Dette skyldtes, at hun var noget plaget af skader, og hun indstillede sin karriere kort tid efter.
I 1929 blev hun gift i hemmelighed, men blev skilt igen i Reno, Nevada i 1932. Hun flyttede sammen med sin søster til Californien og blev kort efter skilsmissen gift igen. I sine senere år var hun uvillig til at tale om sin karriere og OL-deltagelse. Hun blev skilt fra sin anden mand i 1960 og levede et liv uden for mediernes rampelys.
I 1996 blev hun hædret med et portræt på et canadisk frimærke. I 1955 blev hun indvalgt i Canadas Sports Hall of Fame.